# جولیا پرلی
جولیا پرلی (انگلیسی: Giulia Perelli؛ زادهٔ ۲۳ آوریل ۱۹۸۲) بازیکن فوتبال اهل ایتالیا است.
وی همچنین در تیم ملی فوتبال زنان ایتالیا بازی کرده‌است.